# Bas (instrument)
 For alternative betydninger, se Bas. (Se også artikler, som begynder med Bas)
Bas betegner musikinstrumenter som laver toner med lav tonehøjde. Instrumenterne tilhører forskellige familier og kan dække et vidt udvalg af musikalske roller. Da baslyde kræver lange rør for blæseinstrumenter og lange strenge for strengeinstrumenter, er basinstrumenterne ofte de største instrumenter i deres respektive familier.
Basinstrumenter har ofte navne som begynder med bas- (f.eks. basguitar, bassaxofon) eller kontra- (f.eks. kontrabas, kontrafagot).
Bas uden nærmere angivelse af instrumenttype vil oftest betyde kontrabas i jazz og klassisk musik og elektrisk basguitar i pop- og rockmusik.